# Coelorinchus karrerae
Coelorinchus karrerae es una especie de pez de la familia Macrouridae en el orden de los Gadiformes.

## Morfología
• Los machos pueden llegar alcanzar los 35 cm de longitud total.

## Hábitat
Es un pez de aguas profundas que vive entre 263-1150 m de profundidad.

## Distribución geográfica
Se encuentra desde Namibia hasta el Cabo de Buena Esperanza (Sudáfrica ).